# La Yesca
La Yesca là một đô thị thuộc bang Nayarit, México. Năm 2005, dân số của đô thị này là 12025 người.